# Вулиця Богдана Хмельницького (Миколаїв, Тернівка)
Вулиця Богдана Хмельницького — одна з нових вулиць у Центральному районі міста Миколаїв. Розташована в історичній місцевості, мікрорайоні Тернівка. Бере свій початок від вулиці 16-ї Дивізії і завершується поблизу автошляху міжнародного значення М14E58 (Кишинів — Одеса — Миколаїв — Маріуполь — Новоазовськ — Ростов-на-Дону).
Це не єдина вулиця в місті, що має ім'я видатного гетьмана Війська Запорозького Богдана Хмельницького, ще однойменна вулиця розташована у Корабельному районі в мікрорайоні Широка Балка. В цьому ж мікрорайоні розташований також провулок Богдана Хмельницького.